# 林秀贞 (农民)
林秀貞（1946年—），河北枣强人，中国农民企业家，中国共产党党员。

## 生平
林秀贞多年来义务赡养六位孤寡老人，资助贫困学生上学，救治收养患病弃婴，资助残疾农民就业。
2006年被评为“感动中国”十大人物之一。2007年获得全国道德模范称号。2009年评为“100位新中国成立以来感动中国人物”。